# Cobitis
Cobitis là một chi cá trong họ Cobitidae, phạm vi phân bố của chúng khắp lục địa Á-Âu

## Các loài
Có 74 loài được ghi nhận trong các chi:
- Cobitis amphilekta E. Vasil'eva & V. Vasil'ev, 2012 [3]
- Cobitis arachthosensis Economidis & Nalbant, 1996
- Cobitis australis Y. X. Chen, Y. F. Chen & D. K. He, 2013 [4]
- Cobitis avicennae Mousavi-Sabet, Vatandoust, Esmaeili, Geiger & Freyhof, 2015 [5]
- Cobitis bilineata Canestrini, 1865
- Cobitis bilseli Battalgil, 1942
- Cobitis biwae D. S. Jordan & Snyder, 1901
- Cobitis calderoni Băcescu, 1962
- Cobitis choii I. S. Kim & Y. M. Son, 1984 (Choi's spiny loach)
- Cobitis crassicauda Y. X. Chen & Y. F. Chen, 2013 [6]
- Cobitis dalmatina S. L. Karaman, 1928
- Cobitis damlae Erk'akan & Özdemir, 2014 [7]
- Cobitis dolichorhynchus Nichols, 1918
- Cobitis elazigensis Coad & Sarieyyüpoglu, 1988
- Cobitis elongata Heckel & Kner, 1858 (Balkan loach)
- Cobitis elongatoides Băcescu & R. Mayer, 1969
- Cobitis evreni Erk'akan, Özeren & Nalbant, 2008
- Cobitis fahireae Erk'akan, Atalay-Ekmekçi & Nalbant, 1998
- Cobitis faridpaki Mousavi-Sabet, E. Vasil'eva, Vatandoust & Vasil'ev, 2011 [8]
- Cobitis fasciola Y. X. Chen & Y. F. Chen, 2013 [6]
- Cobitis gladkovi Vasil'ev & Vasil'eva, 2008
- Cobitis hankugensis I. S. Kim, J. Y. Park, Y. M. Son & Nalbant, 2003
- Cobitis hellenica Economidis & Nalbant, 1996
- Cobitis illyrica Freyhof & Stelbrink, 2007
- Cobitis jadovaensis Mustafić & Mrakovčić, 2008
- Cobitis kaibarai Nakajima, 2012 [9]
- Cobitis kellei Erk'akan, Atalay-Ekmekçi & Nalbant, 1998
- Cobitis keyvani Mousavi-Sabet, Yerli, Vatandoust, Özeren & Moradkhani, 2012 [10]
- Cobitis laoensis Sauvage, 1878
- Cobitis levantina Krupp & Moubayed, 1992
- Cobitis linea Heckel, 1847
- Cobitis lutheri Rendahl (de), 1935 (Luther's spiny loach)
- Cobitis macrostigma Dabry de Thiersant, 1872
- Cobitis magnostriata Nakajima, 2012 [9]
- Cobitis maroccana Pellegrin, 1929
- Cobitis matsubarai Okada & Ikeda, 1939
- Cobitis melanoleuca Nichols, 1925
- Cobitis meridionalis S. L. Karaman, 1924
- Cobitis microcephala Y. X. Chen & Y. F. Chen, 2011
- Cobitis minamorii Nakajima, 2012 [9]
  - C. m. minamorii Nakajima, 2012 [9]
  - C. m. oumiensis Nakajima, 2012 [9]
  - C. m. saninensis Nakajima, 2012 [9]
  - C. m. tokaiensis Nakajima, 2012 [9]
  - C. m. yodoensis Nakajima, 2012 [9]
- Cobitis multimaculata Y. X. Chen & Y. F. Chen, 2011
- Cobitis narentana S. L. Karaman, 1928
- Cobitis ohridana S. L. Karaman, 1928
- Cobitis paludica F. de Buen, 1930
- Cobitis phrygica Battalgazi, 1944
- Cobitis pontica E. Vasil'eva & V. Vasil'ev, 2006
- Cobitis puncticulata Erk'akan, Atalay-Ekmekçi & Nalbant, 1998
- Cobitis punctilineata Economidis & Nalbant, 1996
- Cobitis rara J. X. Chen, 1981
- Cobitis satunini Gladkov, 1935
- Cobitis shikokuensis Suzawa, 2006
- Cobitis sibirica Gladkov, 1935
- Cobitis simplicispina Hankó, 1925
- Cobitis sinensis Sauvage & Dabry de Thiersant, 1874 (Siberian spiny loach)
- Cobitis splendens Erk'akan, Atalay-Ekmekçi & Nalbant, 1998
- Cobitis stenocauda Y. X. Chen & Y. F. Chen, 2013 [6]
- Cobitis stephanidisi Economidis, 1992
- Cobitis striata Ikeda, 1936
  - C. s fuchigamii Nakajima, 2012 [9]
  - C. s hakataensis Nakajima, 2012 [9]
  - C. s striata Ikeda, 1936
- Cobitis strumicae S. L. Karaman, 1955
- Cobitis taenia Linnaeus, 1758 (Spined Loach)
- Cobitis takatsuensis Mizuno, 1970
- Cobitis tanaitica Băcescu & R. Mayer, 1969
- Cobitis taurica E. Vasil'eva & V. Vasil'ev, Janko, Ráb & Rábová, 2005
- Cobitis tetralineata I. S. Kim, J. Y. Park & Nalbant, 1999
- Cobitis trichonica Stephanidis, 1974
- Cobitis turcica Hankó, 1925
- Cobitis vardarensis S. L. Karaman, 1928
- Cobitis vettonica Doadrio & Perdices, 1997
- Cobitis ylengensis S. V. Ngô, 2003
- Cobitis zanandreai Cavicchioli, 1965
- Cobitis zhejiangensis Y. M. Son & S. P. He, 2005

Incertae sedis
- Cobitis arenae S. Y. Lin, 1934 (probably represents unnamed genus)
- Cobitis guttatus V. H. Nguyễn, 2005 (species probably belongs to as yet unnamed genus)
- Cobitis lachnostoma Rutter, 1897 (species inquirenda in Cobitis)